# Juan Régulo Pérez
Juan Régulo Pérez (Garafía, La Palma, 30 de març de 1914 - La Laguna, Tenerife, 27 de gener de 1993) va ser un professor universitari i un dels principals editors de literatura en esperanto.
Fill de camperols pobres, el 1934 començà a treballar com a mestre. Durant la guerra civil espanyola va ser empresonat per simpatitzar amb els republicans i se li va impedir l'exercici de l'ensenyament formal. El 1945 va ser autoritzat a ensenyar a la Universitat de La Laguna, però en un principi sense tenir una plaça oficial.
Régulo havia après la llengua auxiliar internacional esperanto el 1933. El 1945 va començar a impartir cursos d'esperanto a la Universitat de La Laguna, on posteriorment es crearia la primera càtedra espanyola d'esperanto. El 1952 fundà l'Editorial Stafeto de literatura en esperanto.
La seva segona obra, La bapto de caro Vladimir ("El bateig del tsar Vladimir") del poeta satíric txec Karel Havlíček Borovský, va ser objecte d'un greu incident amb possibilitat de segrestar l'obra per semblar a alguns una sàtira del franquisme.
Régulo Pérez va ser autor també d'obres sobre geografia, antropologia i història de les Illes Canàries.